# هازلباختال
هازلباختال (به آلمانی: Haselbachtal) یک شهر در آلمان است که در باوتسن واقع شده‌است. هازلباختال ۴٬۵۸۲ نفر جمعیت دارد.